# Секс в небольшом городе
«Секс в небольшом городе» (англ. «School for Seduction») — британская романтическая комедия 2004 года с Келли Брук в одной из главных ролей. Оригинальное название — «Школа соблазнения», однако русский перевод был сделан по аналогии с известным сериалом «Секс в большом городе».

## Сюжет
Обворожительная итальянка София из Неаполя открывает в Ньюкасле «Школу соблазнения», где учит женщин быть сексуальными и обольстительными. Несколько разных женщин, не очень счастливых в личной жизни, начинают посещать эти занятия, сперва не всерьёз, но постепенно меняясь.
Клэр — успешный менеджер отеля — пытается улучшить отношения с мужем; Айрин — уже немолодая хозяйка кафе — хочет вернуть внимание стареющего супруга; Келли, воспитывающая дочь-подростка; Донна, кассир в супермаркете, ищущая себя. И даже трансвестит Тони, мечтающий о сцене. И теперь эгоистичных мужчин ждут сюрпризы!
Применяя новые знания в жизни, подруги то и дело попадают в смешные, а порой и щекотливые ситуации.
Однако вскоре в город приезжает муж Софии, и дело принимает драматический характер…

## В ролях
| Актёр            | Роль                          |
| ---------------- | ----------------------------- |
| Сабина Лоддо     | преподавательница в Италии    |
| Келли Брук       | София Росселлини / Джиллиан   |
| Джейк Пеллегрино | Джованни (муж Софии)          |
| Дервла Кирван    | Клэр Хьюз                     |
| Нейл Стак        | Крэйг (муж Клэр)              |
| Эмили Вуф        | Келли (мама Люси)             |
| Никола Блэкуэлл  | Люси (дочь Келли)             |
| Джейн Холман     | мама Келли                    |
| Джез Кейси       | отец Келли                    |
| Марджи Кларк     | Айрин (хозяйка кафе)          |
| Тим Хили         | Дерек (муж Айрин)             |
| Джессика Джонсон | Донна (кассир в супермаркете) |

| Актёр            | Роль            |
| ---------------- | --------------- |
| Дэймон Бриттон   | Марк            |
| Шэрон Перси      | Карен           |
| Трэйси Гиллман   | Полин           |
| Ник Уитфилд      | Брайан          |
| Бен Портер       | Тони            |
| Джоди Бэлдуин    | Гейл            |
| Трэйси Ханн      | Лора            |
| Дональд МакБрайд | Джимми          |
| Дэвид Уитакер    | Сэм             |
| Софии Дикс       | ресепшн         |
| Дункан Бэннетайн | приятель Дерека |
| Сью Хил          | соседка Келли   |

## Интересные факты
- В качестве предисловия создатели фильма процитировали известную писательницу и феминистку Симону Де Бовуар: «Женщиной не рождаются, женщиной становятся.»

И в продолжение к этому — английская народная мудрость: «Если мужчина не полный идиот, он понимает это». (англ. «One is not born a woman, one becomes one» Simone De Beauvoir; «A real man understands this, unless he is a complete twat» Anon)
- В небольшой роли соседки Келли снялась режиссёр фильма — Сью Хил.